# زئيف تيومكن

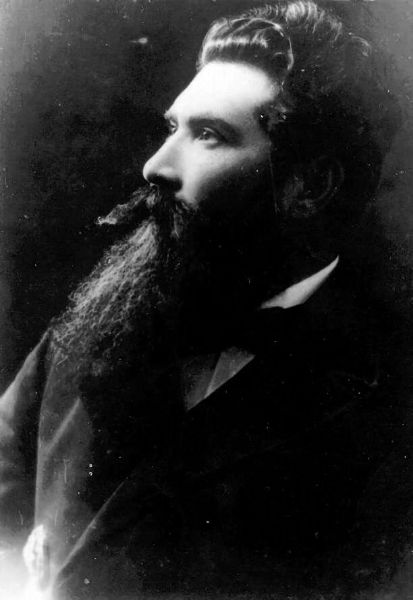
زئيف تيومكن

زئيف تيومكن (זאב טיומקין، 1861، إليزابيثغراد - 25 ديسمبر 1927، باريس) زعيم صهيوني ولد في الإمبراطورية الروسية. شقيق الطبيب الصهيوني التصحيحي زينوفي يونوفيتش تيومكن وعم الموسيقي ديميتري تيومكين.

## السيرة الذاتية
ولد تيومكين في إليزابيثغراد بأوكرانيا، وكان أحد مؤسسي جمعية "أحباء صهيون" في سانت بطرسبورغ. وفي عام 1890، وصل إلى فلسطين ليترأس مكتب إدارة العمل العملي لجمعية "دعم" "أحباء صهيون" التي افتتحت في يافا وللمساعدة في شراء الأراضي.
في وقت لاحق، عاد تيومكن إلى روسيا وعمل حاخامًا نيابة عن بيليزابيثغراد. وكان من أوائل الذين دعموا هرتزل، وشارك في المؤتمرات الصهيونية نيابة عن يهود أوكرانيا، بدءاً بالمؤتمر الصهيوني الأول. وفي المؤتمر التاسع كان من بين 24 نائباً مخضرماً شاركوا في جميع المؤتمرات التسعة الأولى. في الحرب العالمية الأولى قدم المساعدة للاجئين في جنوب روسيا.
فر تيومكن من الثورة البلشفية إلى برلين، وفي عام 1920 استقر في باريس وانضم إلى الحركة التصحيحية. وفي عام 1921 شارك كممثل لأوكرانيا في لجنة البعثات اليهودية.
وفي عام 1932، أنشأ سكان بيتار موشاف "رمات تيومكين" في شارون، وهو أول موشاف رجعي باسمه. وفي عام 1948، استوعبت نتانيا الموشاف وهي اليوم جزء من حي "رمات أفرايم".
1. ↑  قيمة مجهولة. Jewish Encyclopedia of Brockhaus and Efron. Volume 14 (بالروسية). {{استشهاد بدورية محكمة}}: الوسيط |title= غير موجود أو فارغ (help)